# Abraham Häggman
Abraham Häggman, född 28 november 1733 i Bäckby i Esse, död 20 november 1810 i Tammerfors, var en kopparsmed och fabrikör. Han har kallats det industriella Tammerfors fader eftersom han var den första som såg den industriella potentialen i Tammerfors ström. 
Häggman arbetade först som kopparslagargesäll och bysmed i Kronoby och flyttade till Tammerfors år 1780. Han köpte en tomt på västra stranden av Tammerfors ström eftersom han ville utnyttja vattenkraft i sitt kopparslageri och även anlägga ett färgeri, en grynkvarn, en såg och ett pappersbruk. Mot slutet av 1780-talet utvidgade han sin verksamhet ytterligare genom att anlägga en ett stampverk och en lerfabrik för tegel och krukor. 
Industrierna hade dock ingen större framgång och verksamheten drevs från första början i liten skala. Den mest framgångsrika var pappersbruket, som var det enda i Finland. År 1808 sålde Häggman pappersbruket, och fabriken fortsatte att vara verksam under olika namn och ägare fram till 1920-talet.
Häggman var gift tre gånger, år 1760 med Maria Mattsdotter Snåre, 1779 med Maria Tilgren och 1801 med Maria Eleonora Procopé. I de två första äktenskapen föddes 13 barn, av vilka endast fyra nådde vuxen ålder.
År 2017 restes en minnessten för honom vid Bäckby skola.